# Saketharaman
Saketharaman (nacido el 24 de noviembre de 1982 en Thanjavur, Tamil Nadu) es un famoso cantante indio, intérprete de música carnática. Además es discípulo de Padhmabhushan Shri Lalgudi G Jayaraman. 

## Carrera
Cuando tenía sólo 6 años de edad, sus padres lo introdujeron en el mundo de la música a través de su primer gurú llamado Srirangam Krishnamurthy Rao. Al mismo tiempo, su fuente de inspiración para dedicarse a la música, fue su hermana mayor, la cantante Vishaka Hari, una reconocida exponente de la música llamada "Harikatha", quien también estaba formándose en música bajo la tutela de Srirangam Krishnamurthy Rao. Saketharaman aprendió diferentes estilos y ritmos musicales y obtuvo mejores resultados. También aprendió a tocar instrumentos musicales como percusión, durante sus largas horas de dedicación en su formación musical, en la que tuvo un impresionante historial académico, de todos los rangos de la India en el "High School".

## Educación
Cursó sus estudios de Maestría en Ingeniería de Software, es además una de las celebridades de un alto cargo, en una empresa de banca de inversión a nivel internacional.

## Jornada musical
Saketharaman había completado un programa de entrenamiento intensivo sobre "técnicas interpretativas de la música de Carnatic", realizado por su Gurú. Ha realizado una serie de giras de conciertos por todo el mundo, incluidos los de teatro de villa, París; Eppington Memorial Hall, Melbourne; Tyagaraja Seva Samithi, Muscat, Singapur Indian Fine Artes, Singapur; Kamban Kazhagam, Colombo, también realizó conciertos por Estados Unidos y Canadá, incluyendo San José, Portland, Dallas, San Diego, Chicago, Connecticut; Bahai Centre, Sídney, Melbourne.

## Vida personal
La madre de Saketharaman, Vijaya Santhanam, es una programadora de posgrado en Química y un ardiente seguidora de Shri Shri Krishna Premi Swamigal. Su padre, es un diplomático y su hermana, Vishaka Hari, una reconocida intérprete de música Harikatha. Su esposa, Vidhya, es médico. Actualmente Saketharaman, reside en Bangalore.

## Premios
| Título / Premio                                      | Presentaciones                      | Año                     |
| ---------------------------------------------------- | ----------------------------------- | ----------------------- |
| Shanmukha Sangeetha Shiromani                        | Shanmuganandha Sabha, Mumbai        | 2012                    |
| Vocational Excellence award                          | Rotary Club, Chennai                | 2012                    |
| Kalki Krishnamurthy Award                            | Kalki Tamil Magazine                | 2011                    |
| Yuva Kala Bharathi                                   | Bharath Kalachar Chennai            | 2008                    |
| Best vocalist                                        | Music Academy Chennai               | for 3 consecutive years |
| Yagnaraman Award of Excellence for music             | Krishna Gana Sabha                  | 2008                    |
| Maharajapuram Viswanatha Iyer Youth Excellence Award | Maharajapuram Viswanatha Iyer Trust | 2007                    |
| Ramabhadran centenary award                          | Tag centre Chennai                  | 2006                    |

## Discografía
Aquí está una lista completa de sus discos

Vandhaan Raghuraman Saketharaman Live at Paris-Swathi Soft Solutions 2012 

Saketharaman, Live concert 2010 in Narada Gana Sabha -Charsur 

Aatma Nivedhanam 2009 -Swathi Soft Solutions along with Vidwan Shri Umayalpuram Sivaraman and Vidwan Shri Mysore Nagaraj

Nadha Geetham 2009-Amudham

Saketharaman, Live concert 2008 in Bharath Sangeeth Utsav-Carnatica

Live concert 2001 in Naradha Gana Sabha-HMV

- http://www.youtube.com/watch?v=9txZTsvQt6g
- http://www.iheartmusicvideos.com/EHcVuMusic8ecC8f/Saketharaman-1-bowLi-karuNAnidhiyE-tAyE.html
- http://www.youtube.com/watch?v=a0RGxUXOZRs
- http://www.youtube.com/watch?v=LjxFw5TXz7E
- http://www.youtube.com/watch?v=qXpp1tCI5ZY
- http://www.youtube.com/watch?v=q0NULm3TDDc
- http://www.youtube.com/watch?v=agyK7gLZc0U
- http://www.youtube.com/watch?v=gn0zY-9QTCo
- http://www.youtube.com/watch?v=XMkgpwdIQsQ
- http://www.youtube.com/watch?v=246KEw60UYo&playnext=1&list=PL117777E27639CB11&feature=results_video
- http://www.youtube.com/watch?v=UW-I0gnD65s